# Мадулайн
Мадулайн (нем. Madulain) — коммуна в Швейцарии, в кантоне Граубюнден. 
Входит в состав округа Малоя. Население составляет 181 человек (на 31 декабря 2006 года). Официальный код  —  3783.